# الاتفاقية بين إسرائيل وحماس 2018
الاتفاقية بين إسرائيل وحماس 2018، هي اتفاقية تهدئة بوساطة مصرية لوقف الاحتجاجات الفلسطينية على الحدود بين قطاع غزة وإسرائيل والتي اندلعت في 30 مارس 2018. تضمنت الاتفاقية وقف أعمال العنف الصادرة من القطاع، وأعمال التصعيد عند السياج الحدودي، ولم تشمل وقف المظاهرات.

## الاتفاقية
في 26 أكتوبر 2018، في أعقاب زيارة البعثة المصرية إلى تل أبيب وغزة ورام الله، تم التوصل لاتفاقية تفاهم بين إسرائيل وحماس لوقف كل العنف الصادر من القطاع، بما يشمل البالونات الحارقة والتصعيدات عند السياج الحدودي. ولا يعتبر الاتفاق بمثابة وقف اطلاق نار، ويمكن للفلسطينيين متابعة المظاهرات الأسبوعية عند الحدود مع إسرائيل، ولكن بدون أعمال عنف مثل محاولة اختراق الحدود، اطلاق بالونات حارقة أو القاء زجاجات حارقة باتجاه الجنود الإسرائيليين في المنطقة. وبحسب التقرير، تعهدت إسرائيل بالمقابل توسيع منطقة صيد الأسماك أمام شاطئ غزة، والسماح بدخول الوقود للقطاع الساحلي ما يزيد ساعات تزويد الكهرباء، والسماح للأمم المتحدة القيام بمشاريع بنية تحتية في غزة. وقد قبلت حركتي حماس والجهاد الإسلامي بشروط الاتفاقية.
وحسب مصادر فلسطينية، فإن اتفاق التهدئة الذي تسعى المخابرات المصرية لإنجازه، تدريجياً، ويتكون من ثلاث مراحل:
- تتضمن المرحلة الأولى استمرار دولة قطر في تمويل محطة توليد الكهرباء في غزة بالوقود ودفع رواتب الموظفين الذين عينتهم حركة حماس إبان حكمها للقطاع.
- المرحلة الثانية تتضمن تحويل محطة الكهرباء في غزة للعمل بالغاز الطبيعي، وهو ما سيخفض تكلفة تشغيلها، وسيتم كذلك تحسين التيار الكهربائي المقدم من إسرائيل، وتحسين العمل في معبر رفح بين القطاع ومصر.
- تشمل المرحلة الثالثة، والأخيرة، إعادة إعمار القطاع وفق خطة نيكولاي ميلادينوف، المنسق الخاص للأمم المتحدة لعملية السلام في الشرق الأوسط، والتي تكلف نحو 600 مليون دولار.

في المقابل -بحسب المصدر- ستتوقف حركة حماس عن إطلاق البالونات الحارقة، ثم عمليات تدمير السياج الحدودي بين القطاع وإسرائيل، وستعمل على إبعاد الجماهير المشاركة في مسيرات العودة عن السياج بنحو 500 متر.
ويجري وفد من المخابرات المصرية، برئاسة اللواء أحمد عبد الخالق، مشاورات مع حركة حماس وإسرائيل منذ بداية أكتوبر 2018، وزار قطاع غزة ثلاث مرات خلال الأسبوعين الأخيرين من الشهر نفسه.
وكان مصدر إسرائيلي مقرب من رئيس الحكومة الإسرائيلية، بنيامين نتنياهو، قد ذكر في منتصف أكتوبر، أنه يؤيد تهدئة مع قطاع غزة، ويسعى إلى تفادي حرب معها، وقد أبدى تأييده للمساعي والجهود الأممية للتهدئة في القطاع". وأضاف المصدر إن إسرائيل تسعى إلى "استنفاد جميع الحلول الدبلوماسية السياسية قبل الدخول في خيار الحرب".
لكن المصدر الفلسطيني قال إن رفض الرئيس الفلسطيني محمود عباسللتهدئة قبل تحقيق المصالحة، وتسليم حركة حماس الإدارة الكاملة لغزة لحكومته، يعرقل إنجاز الاتفاق.
وذكر وكأنه الرئيس المصري عبد الفتاح السيسي «سيسعى إلى إقناع عباس» في لقاء مرتقب بينهما بقبول التهدئة، واستئناف مسيرة المصالحة مع «حركة حماس».
وأعلن السفير الفلسطيني في القاهرة، دياب اللوح، أن الرئيس عباس سيشارك في افتتاح منتدى شباب العالم في مدينة شرم الشيخ، غدا الجمعة، وسيجري لقاء مع الرئيس السيسي للتباحث حول آخر مستجدات القضية الفلسطينية.
وسبق للسلطة الفلسطينية أن عارضت علانية التهدئة بين إسرائيل و«حماس» قبل «إنجاز عملية المصالحة، وتولي الحكومة الفلسطينية كامل المسؤوليات في القطاع». ولم تنجح جهود سابقة في التوصل إلى تهدئة، رغم وصولها مراحل متقدمة، بسبب إصرار محمود عباس على تسليم حماس إدارة القطاع كاملة للحكومة الفلسطينية أولاً، قبل بدء سريان وقف إطلاق النار.